# Bisdom Asti
Het bisdom Asti (Latijn: Dioecesis Astensis; Italiaans: Diocesi di Asti) is een in Italië gelegen rooms-katholiek bisdom met zetel in de stad Asti in de gelijknamige provincie. Het bisdom behoort tot de kerkprovincie Turijn, en is, samen met de bisdommen Acqui, Alba, Aosta, Cuneo, Fossano, Ivrea, Mondovì, Pinerolo, Saluzzo en Susa suffragaan aan het aartsbisdom Turijn.

## Geschiedenis
Het bisdom werd opgericht in de 3e eeuw. Op 18 april 1474 werd een deel van het territorium ingericht als bisdom Casale Monferrato. In 1775 werd een priesterseminarie opgericht.

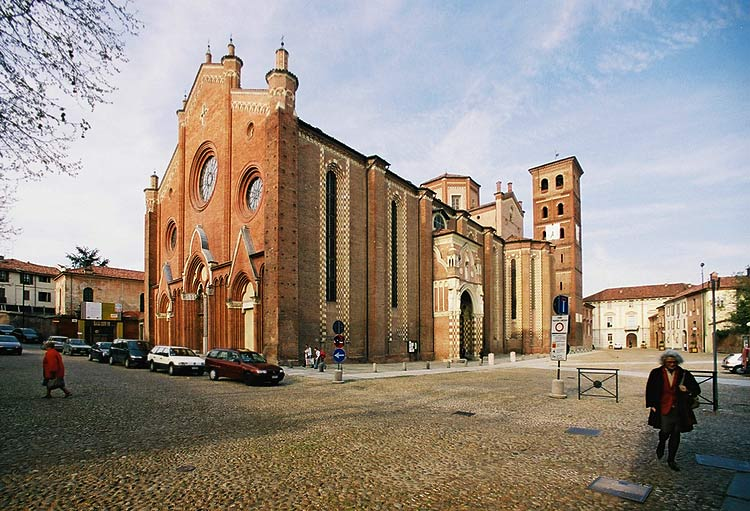
Kathedraal van Asti